# Abainville
Abainville este o comună franceză situată în departamentul Meuse, în regiunea Grand Est.

## Geografie

### Localizare
Abainville este străbătută de râul Ornain.
Abainville este situată la jumătatea distanței între Neufchâteau, la sud-est, și Bar-le-Duc, la nord-vest. Comuna este traversată de traseul de drumeție GR714.

### Comune limitrofe
| Houdelaincourt | Houdelaincourt         | Delouze-Rosières       |
| Houdelaincourt |                        | Gondrecourt-le-Château |
| Bonnet         | Gondrecourt-le-Château | Gondrecourt-le-Château |

### Hidrografie
Comuna se află în regiunea hidrografică „Sena de la izvor până la confluența Oise (exclus)” din bazinul Sena-Normandia. Este drenat de Ornain, pârâul Richecourt, canalul des Renardières, pârâul Peux, pârâul Machères, Ornain, canalul du Geay și diverse brațe ale Ornainului.
Râul Ornain, cu o lungime de 116 km, își are izvorul în comuna Grand și se varsă în râul Saulx la Étrepy, după ce traversează 36 de comune.

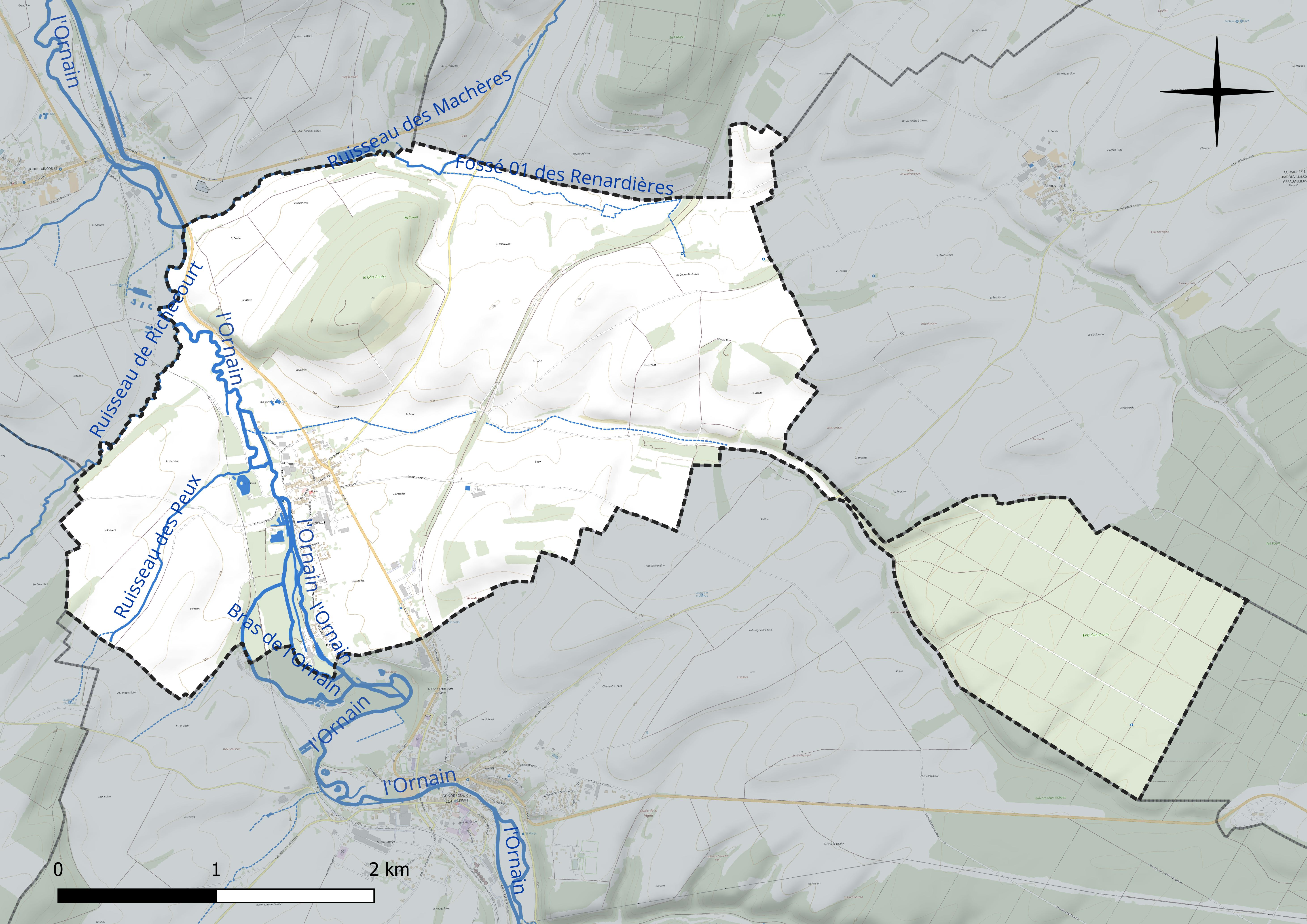
Rețeaua hidrografică Abainville.

### Clima
În 2010, clima comunei era de tip montan, conform unui studiu al Centrului Național de Cercetare Științifică (CNRS) pe baza unui set de date care acoperă perioada 1971-2000 bazat pe o serie de date din perioada 1971-2000. În 2020, Météo-France a publicat o tipologie a climatului pentru Franța metropolitană, în care comuna este caracterizată de un climat oceanic alterat și se află în regiunea climatică Lorena, platoul Langres și Morvan. Această zonă se distinge prin ierni aspre (1,5 °C), vânturi moderate și ceață frecventă în toamnă și iarnă.
Pentru perioada 1971-2000, temperatura medie anuală este de 9,6 °C, cu o amplitudine termică anuală de 16,4 °C. Cumulul anual mediu de precipitații este de 970 mm, cu 13,4 zile de precipitații în ianuarie și 9,7 zile în iulie. Pentru perioada 1991-2020, temperatura medie anuală observată la stația meteorologică Météo-France cea mai apropiată, „Cirfontaines_sapc”, situată în comuna Cirfontaines-en-Ornois la 12 km în linie dreaptă, este de 10,4 °C și cumulul anual mediu de precipitații este de 904,1 mm. Temperatura maximă înregistrată la această stație este de 40 °C, atinsă pe 12 august 2003; temperatura minimă este de −19,6 °C, atinsă pe 6 februarie 1963.
Parametrii climatici ai comunei au fost estimați pentru mijlocul secolului (2041-2070) conform diferitelor scenarii de emisie de gaze cu efect de seră, bazate pe noile proiecții climatice de referință DRIAS-2020. Aceștia pot fi consultați pe un site dedicat publicat de Météo-France în noiembrie 2022.

## Urbanism

### Tipologie
La 1 ianuarie 2024, Abainville este clasificată drept comună rurală cu habitat dispersat, conform noii grile comunale de densitate pe șapte niveluri definită de INSEE (Institutul Național de Statistică și Studii Economice) în 2022. Aceasta este situată în afara unităților urbane și nu se află sub influența unei zone metropolitane urbane.

### Utilizarea terenului
Conform bazei de date europene Corine Land Cover (CLC), utilizarea terenurilor în comuna Abainville în 2018 era marcată de predominanța terenurilor agricole, care reprezentau 69,9% din suprafață, o proporție identică cu cea din 1990. Distribuția detaliată a terenurilor în 2018 era următoarea: terenuri arabile (54,8%), păduri (26,8%), pajiști (12,8%), zone urbanizate (2,7%), zone agricole eterogene (2,2%) și zone industriale, comerciale sau rețele de comunicații (0,7%). Evoluția ocupării terenurilor în comună și a infrastructurilor sale poate fi observată pe diferitele reprezentări cartografice ale teritoriului: harta Cassini (secolul XVIII), harta de stat-major (1820-1866) și hărțile sau fotografiile aeriene ale IGN pentru perioada actuală (1950 până în prezent).

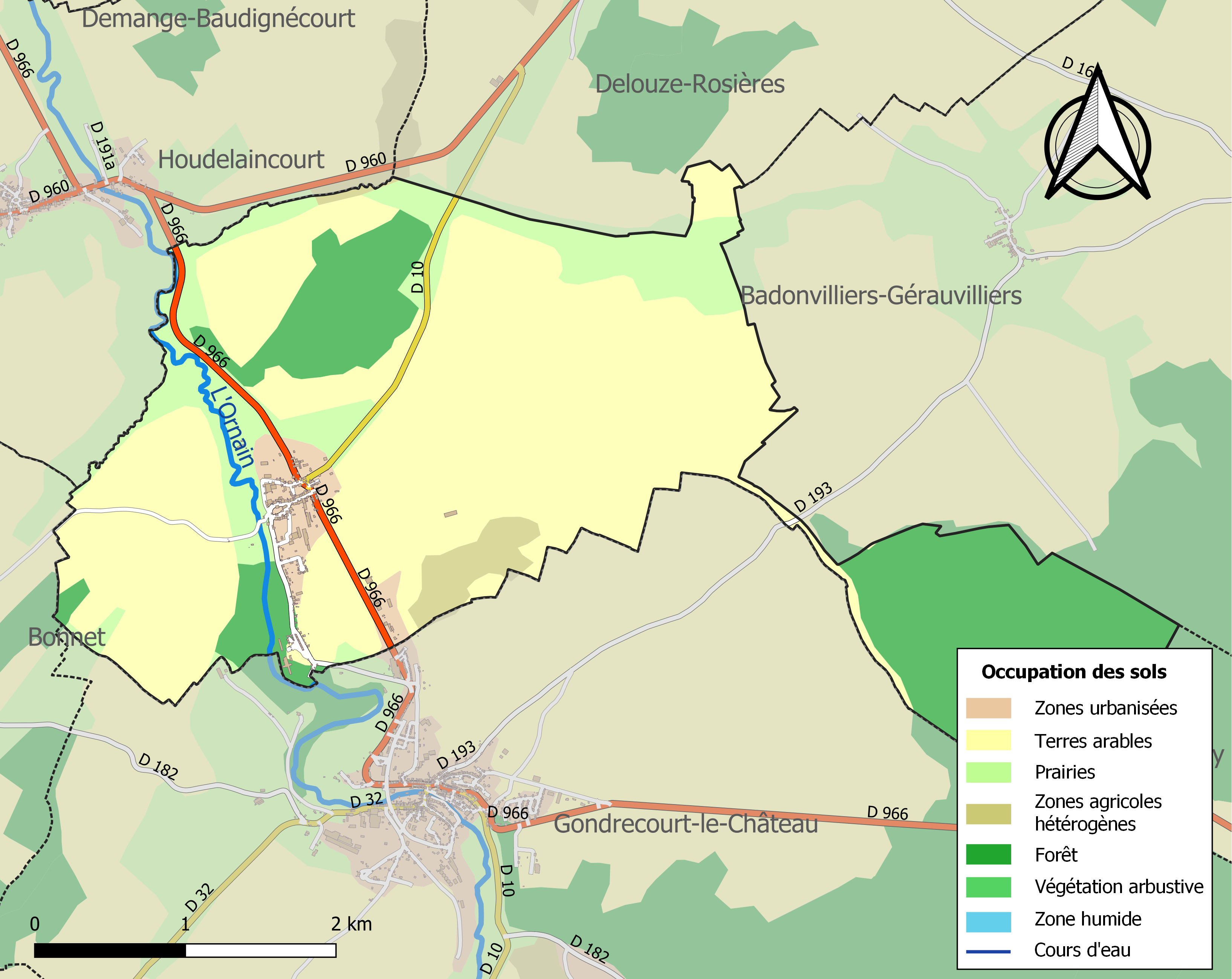
Harta infrastructurii și utilizării terenului a comunei în 2018 (CLC).

### Căi de comunicație și transport
Comuna Abainville este deservită de drumurile départementales D966, care vine din Gondrecourt-le-Château și se îndreaptă spre Bar-le-Duc, și D10, care vine din Delouze-Rosières.

## Toponimie
Abainville este menționată pentru prima dată în 1151 sub numele de Abuni villa în diploma lui Henri, episcop de Toul. Alte forme ale numelui au inclus Abienville în 1318, Aubienville în 1321, Abieville în 1580, Abianville în 1700 și Abanivilla în 1711.
Abainville reprezintă o formare toponimică medievală în -ville, care semnifică „domeniu rural” în sensul său vechi. Primul element Abain- pare să evoce numele proprietarului locului, Abbon (înțelegând numele de persoană germanic Abbo), deși formele vechi sugerează mai degrabă un antroponim germanic Abbewin.

## Istorie
Înainte de 1790, satul, situat în Ducatul de Bar, depindea de seneșalul de Saint-Thiébault, apoi de cel din Lamarche, de prebostul Gondrecourt și de Parlamentul Parisului. A făcut parte din eparhia Toul și a trecut, în 1822-1823, la cea de Verdun.
Site-ul este ocupat încă din Evul Mediu Timpuriu, așa cum dovedește descoperirea întâmplătoare, în jurul anului 1886, a „mormintelor cu securi, săbii, lănci”. Această necropolă merovingiană este probabil aceea care a fost descoperită în 1972, în locul numit Derrière-le-Grand-Jardin, la mai puțin de o sută de metri nord de sat. Site-ul, perturbat între 1972 și 1974 de o carieră de nisip și care nu a putut fi săpat complet, a furnizat un material abundent din secolele VI și începutul secolului VII.
În 1318, domeniul aparținea lui Gauthier de Prie, scutier și stăpân al Demange-aux-Eaux, care l-a cedat contelui de Bar, Édouard I. În 1397, acesta era în mâinile lui Alix d'Abainville. În secolele XV și XVI, cu ocazia recensămintelor de terenuri, se menționează următorii proprietari ai feudelor: Pierre de Toul, zis Jobart, scutier (1456), Jean-Antoine de Bilistein (1487, 1510), Claude d'Augy (1574), Charles Coirenot, scutier apostolic (1588). Acesta din urmă era înrudit cu Jean Coirenot, abrevator și președinte al cancelariilor romane, originar din Abainville, mort în jurul anului 1566. La începutul secolului XVIII, aparținea lui Circourt de Gérauvilliers.
Din cele mai vechi timpuri, pădurile constituiau cea mai mare bogăție a comunei; locuitorii dețineau drepturile de utilizare, așa cum atestă mai multe scrisori patente, inclusiv cea acordată de regele Franței, Carol al IX-lea, la 24 august 1562. În plus, bogățiile forestiere au fost exploatate în secolul XVIII și în special în secolul XIX, în importantele forje locale.

## Populația și societatea

### Date demografice
Evoluția numărului de locuitori este cunoscută prin recensămintele populației efectuate în comuna respectivă începând din 1793. Pentru comunele cu mai puțin de 10 000 de locuitori, un recensământ al întregii populații este realizat la fiecare cinci ani, populațiile legale pentru anii intermediari fiind estimate prin interpolare sau extrapolare. Pentru comuna Abainville, primul recensământ exhaustiv în cadrul noului dispozitiv a fost realizat în 2005.
În 2021, comuna avea 285 de locuitori, înregistrând o scădere de −6,56 % față de 2015 (Meuse: −4,57 %, Franța fără Mayotte: +1,84 %).
| An        | 1793 | 1821 | 1841 | 1856 | 1876 | 1886 | 1901 | 1921 | 1936 | 1962 | 1982 | 2006 | 2015 | 2021 |
| --------- | ---- | ---- | ---- | ---- | ---- | ---- | ---- | ---- | ---- | ---- | ---- | ---- | ---- | ---- |
| Populație | 290  | 314  | 572  | 664  | 735  | 718  | 612  | 523  | 377  | 349  | 349  | 342  | 305  | 285  |

## Economie
O forjă englezească a fost înființată de Edouard Muel-Doublat în 1823 la Abainville. Era una dintre cele mai importante din Franța la acea vreme. În 1834, energia hidraulică a râului Ornain a fost completată de o mașină cu aburi de 80 de cai putere. Aceste forje, precum și muncitorii, au fost reprezentate de pictorul Ignace-François Bonhommé în perioada 1835-1840.

## Cultura și patrimoniul local

### Locuri si monumente
- Castelul din Abainville.
- Biserica parohială Saint-Martin[32], construită în 1625, a fost distrusă în secolul XIX și reconstruită începând din 1880 de arhitectul Alexandre Guiot; vitraliile (în total douăzeci și șapte) au fost fabricate încă din 1883 la Bar-le-Duc.